# Colombier (Alta Saona)
Colombier è un comune francese di 418 abitanti situato nel dipartimento dell'Alta Saona nella regione della Borgogna-Franca Contea.

## Società

### Evoluzione demografica
Abitanti censiti